# Juan Veltroni
Juan Veltroni (Giovanni Veltroni) fue un arquitecto italiano nacido en Florencia el 21 de noviembre de 1880 y ciudadano uruguayo a partir del año 1932. Luego de realizar varias obras en su país natal, se radicó en Uruguay donde construyó parte del Patrimonio artístico de Montevideo. Realizó también innumerables obras en el interior e intervino con destacado éxito en casi todos los concursos de la época. Ingresó en el Ministerio de Obras Públicas, donde llegó a ser jefe de la Dirección de Arquitectura. Falleció el 9 de enero de 1942.

## Primeros logros en Italia
En 1897 ingresa a la Real Academia de Bellas Artes de Florencia para cursar sus estudios de arquitectura y se recibe de arquitecto y profesor de dibujo arquitectónico. Fue discípulo predilecto del Prof. Arq. Enrique Ristori, uno de los más distinguidos profesores de arquitectura de la época con quien cooperó en la construcción del Puente Humberto I de Turín.
En 1904 ganó el Gran Prix de Roma, concurso que se realizaba en Italia cada cuatro años entre los egresados de ese período.
Su primera obra relevante fue el proyecto y dirección de la Bolsa de Comercio de Génova en la Plaza Ferrari.
En el plano personal podemos mencionar su matrimonio con Amelia Ferraresi en 1905 y el nacimiento de su hijo José César al año siguiente.

## Periodo de esplendor en Uruguay

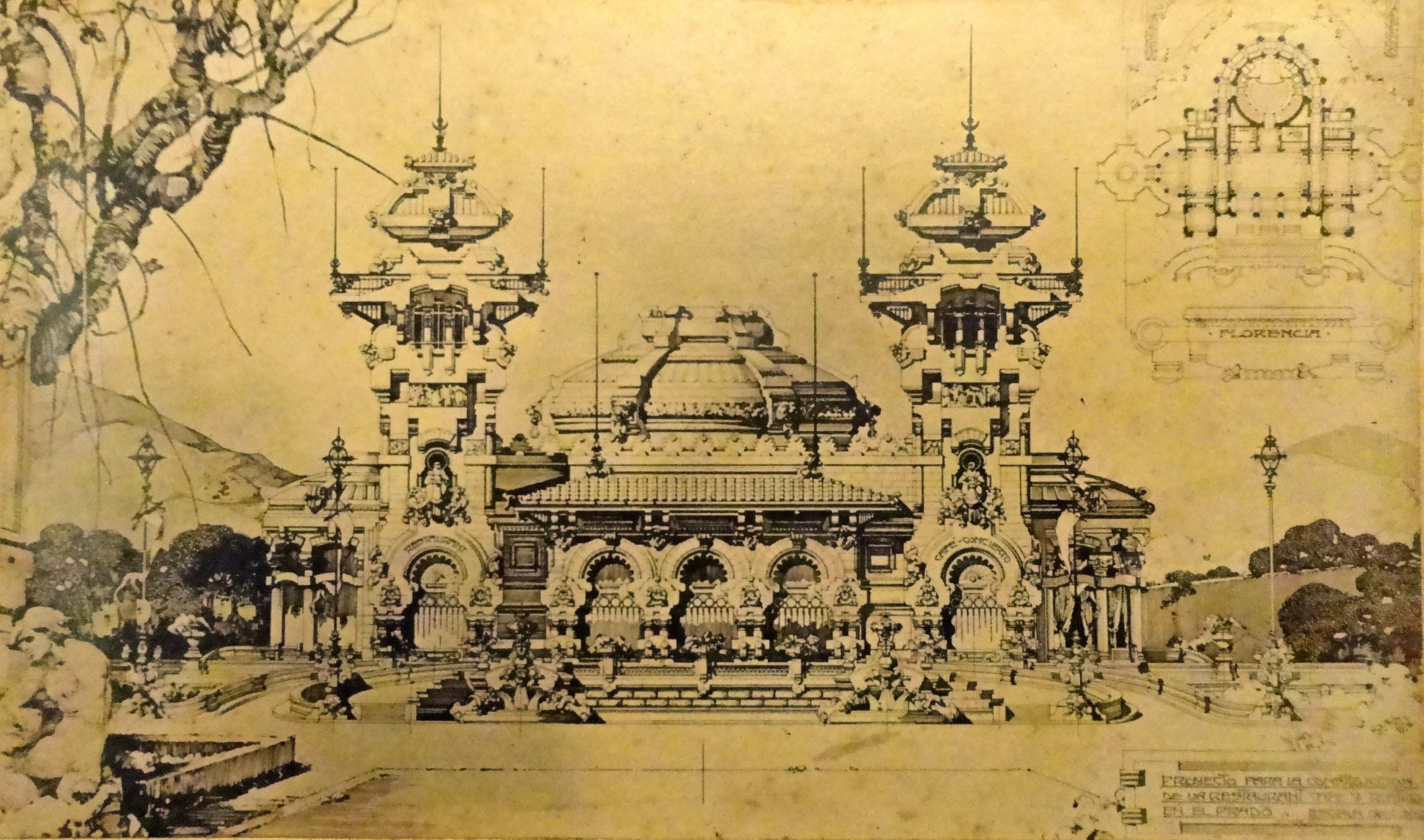
Proyecto para Teatro y Restaurant a ubicarse en el Barrio del Prado con el que gana el Premio de la Exposición de proyectos en el Círculo de Bellas Artes

En el año 1907 el Presidente uruguayo José Batlle y Ordóñez viaja a Italia con la idea de convocar a los mejores técnicos para hacer de Montevideo una verdadera capital con edificios públicos de arquitectura conveniente, representativa de la importancia de los distintos órganos de gobierno. A raíz del triunfo de Veltroni en el Gran Prix de Roma, Batlle y Ordóñez lo convoca para formar parte de este propósito.
Entre 1907 y 1908 llega a Montevideo con su familia y se afincan permanentemente.
En 1908 participa de la Exposición de proyectos en el Círculo de Bellas Artes. La propuesta ficticia del concurso era diseñar la fachada de un restaurant y teatro a situarse en el barrio El Prado. Veltroni obtiene el 1.er premio con un proyecto que combina varios estilos arquitectónicos “con el agregado de soluciones de fantasía escenográfica, grandes aleros y voladizos, aprovechando los nuevos materiales”, como describen Bona Milanesi y Gallo en su libro sobre la obra del arquitecto Veltroni.

### Palacio de Gobierno

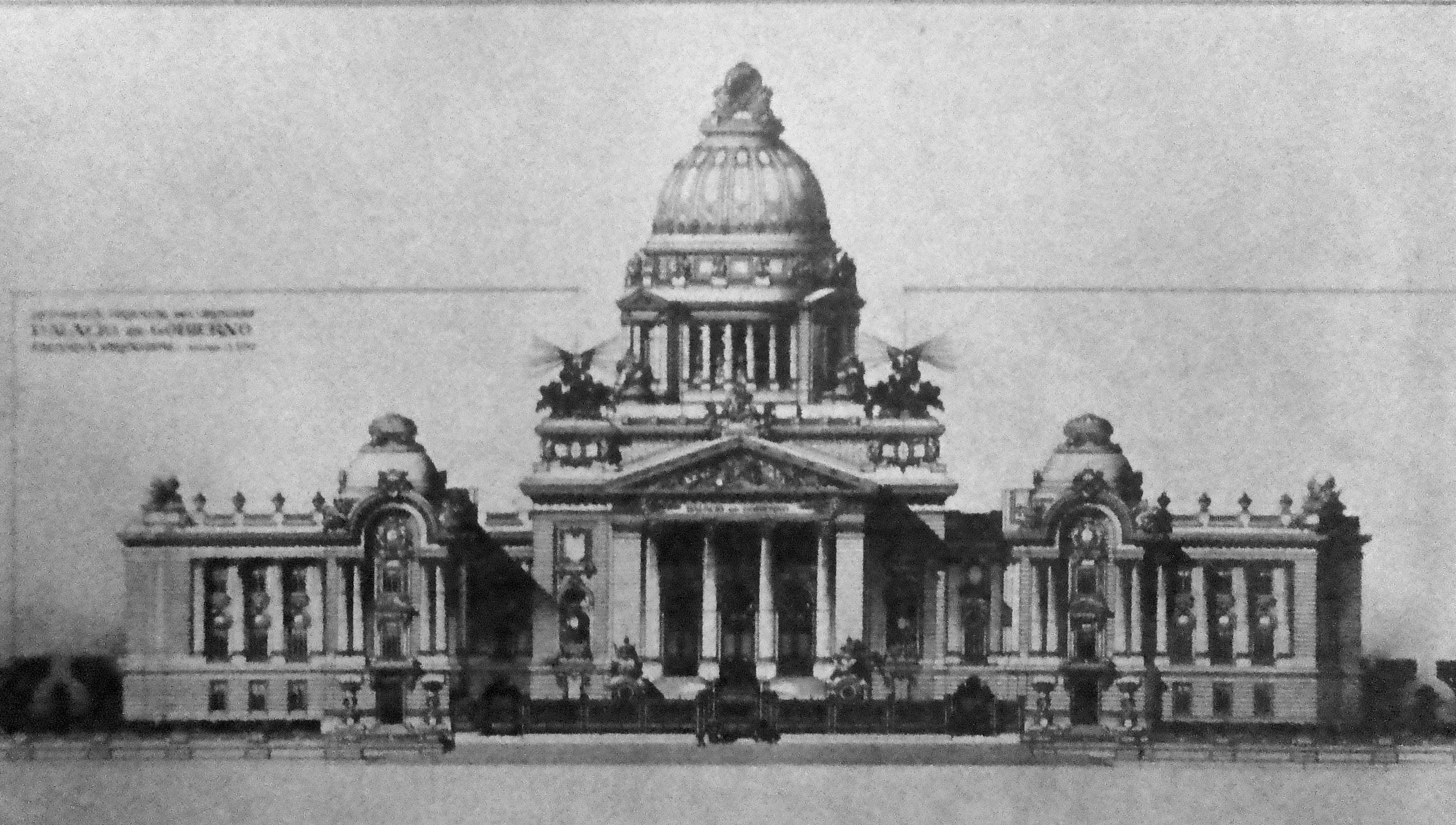
Proyecto Palacio de Gobierno

En 1912 la Presidencia de la República convoca a reconocidos arquitectos a nivel internacional a un concurso para la construcción del Palacio de Gobierno, del cual participaron: el arquitecto francés Victor Labau, el español Manuel Mendoza Sáez de Argadaña, y los arquitectos Juan Veltroni, Jacobo Vázquez Varela, Armando Acosta y Lara, Mauricio Erro y Humberto Pittamiglio. Veltroni obtiene el primer premio por un diseño majestuoso, con una enorme cúpula, múltiples relieves y esculturas alegóricas. Cumplía así los requerimientos de Batlle y Ordóñez, que deseaba una imponente construcción donde ubicar varios Ministerios y otras dependencias gubernamentales.
Iba a ser ubicada en el predio que hoy ocupa la Intendencia Municipal de Montevideo y que antes ocupara el Cementerio Inglés. Si bien la obra no se concretó, el hecho de haber sido seleccionado y la entusiasta respuesta de los ingenieros, Ministros y hasta del propio Presidente, aumentaron la fama del joven arquitecto.

### Banco República

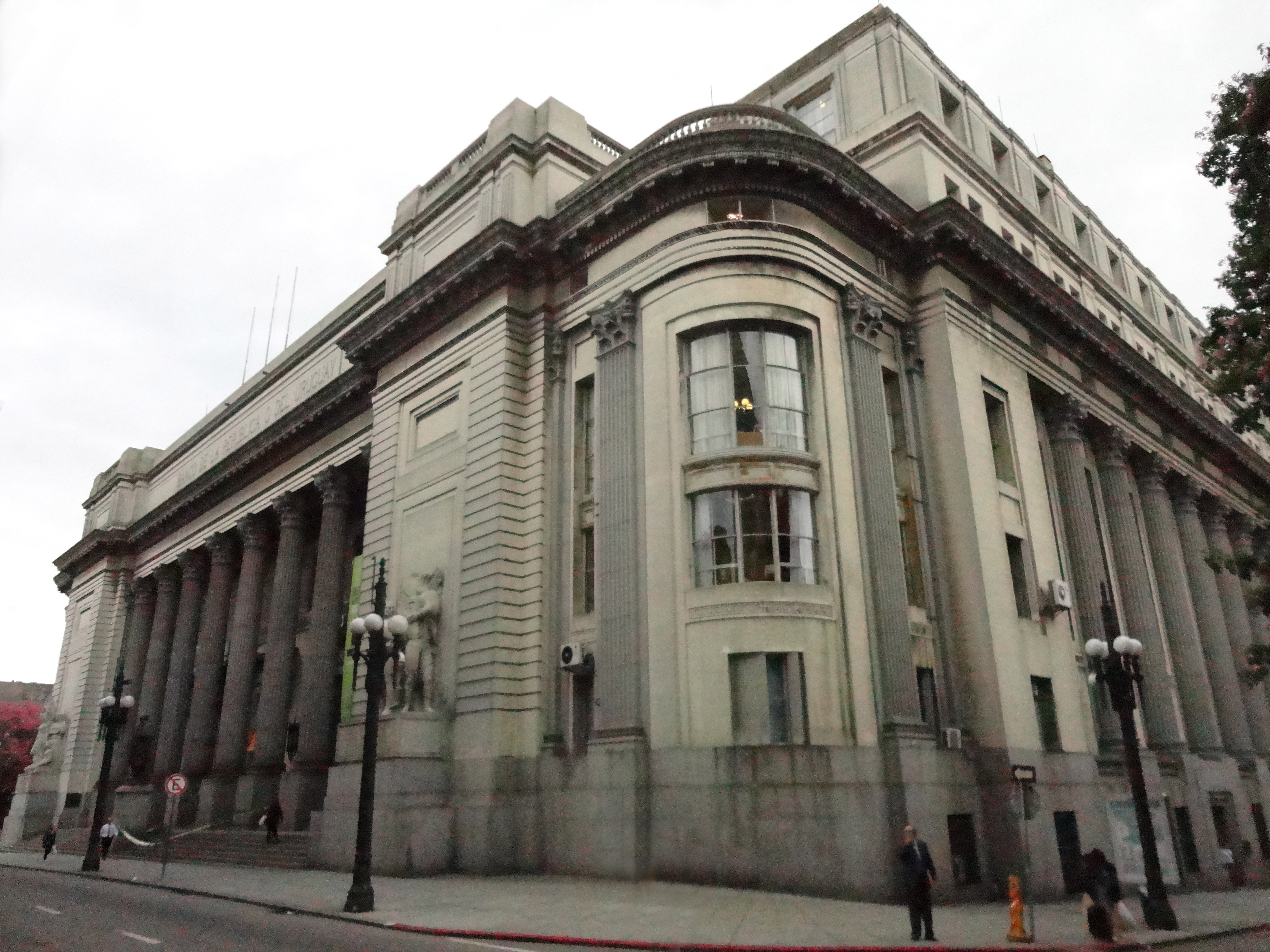
Esquina de Cerrito y Zabala

El hecho más importante en su carrera profesional fue el concurso internacional para la sede central del Banco de la República Oriental del Uruguay, donde participaron treinta y ocho proyectos, con la intervención de arquitectos franceses, americanos, argentinos, brasileños y nacionales, como: A. Lavignase, Álvaro Carlevaro, Julio Vilamajó, Horacio Azzarini, Carlos Pérez Montero, Juan M. Aubriot, Raúl Lerena Acevedo, Enrique Lerena Joanicó y Juan C. Lamolle.
La presidencia del jurado le fue ofrecida al arquitecto noruego Alejandro Christophersen, radicado en Buenos Aires junto con los arquitectos argentinos D. Julio Dormal y Alberto Coni Molina, quienes por unanimidad le otorgaron el primer premio y la dirección de la obra al Arq. Juan Veltroni y a su socio el Arq. Santos Genovese.

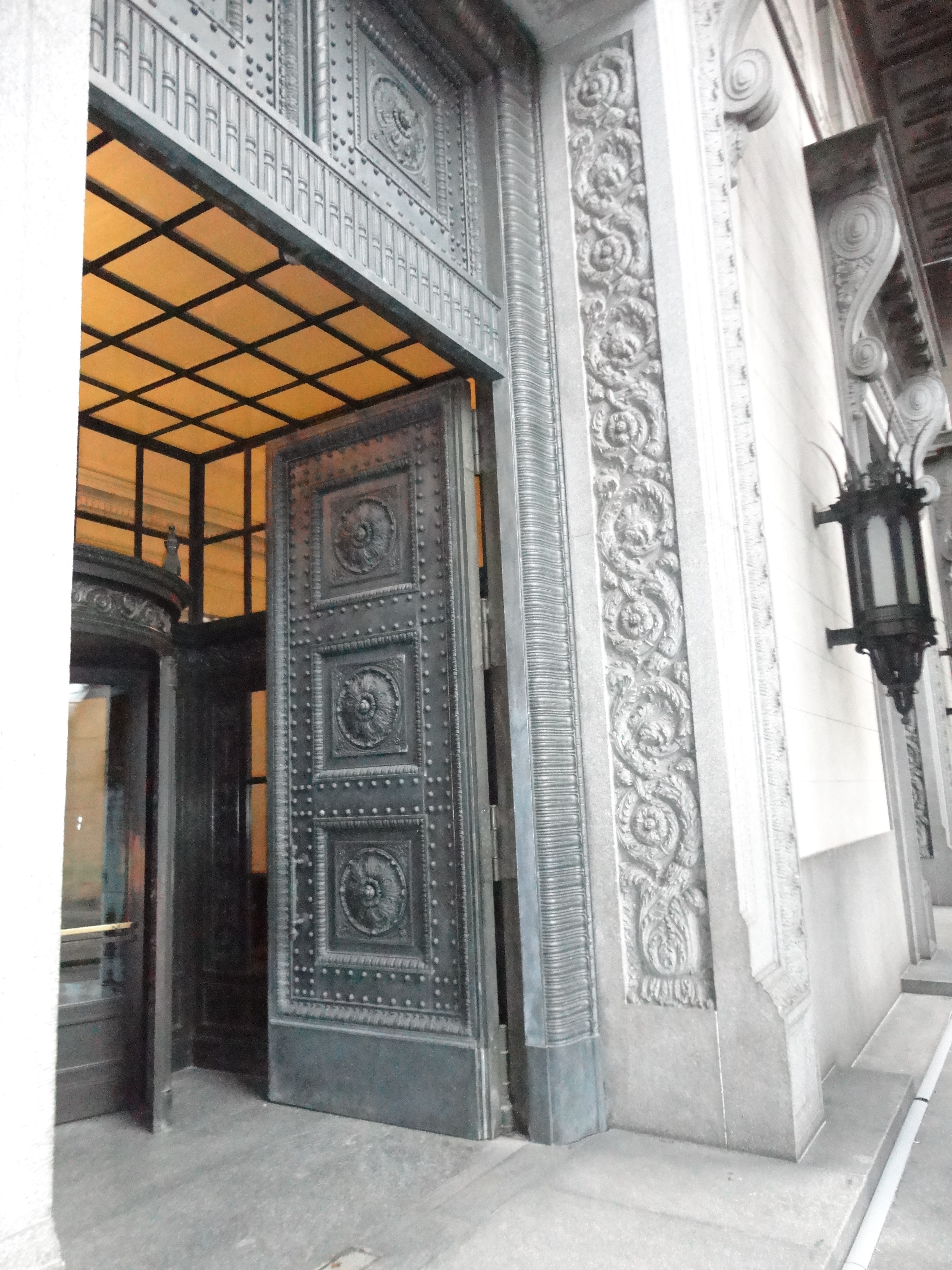
Detalle de la ornamentación de la puerta de entrada y faroles diseñados por el propio Veltroni

En el fallo del jurado se puede leer que el proyecto de Veltroni y Genovese “se caracteriza por la claridad y equilibrio en la distribución de sus plantas y en la forma que se resuelven los problemas de iluminación y ventilación. Las fachadas del anteproyecto premiado están concebidas dentro de un concepto clásico que no excluye la estilización moderna.”[cita requerida]
El edificio duplica las dimensiones que el arquitecto había realizado en su anteproyecto y que terminó ocupando toda la manzana según solicitó el director del Banco. Esta obra la realiza con su nuevo socio el arquitecto Raúl Lerena Acevedo.
Por primera vez en América del Sur se utiliza el granito gris para obras de este tipo, presente en las estriadas columnas de estilo corintio de 16 metros de altura y la escalinata que ocupa todo el ancho de la fachada.
Veltroni cuida todos los detalles, desde la ornamentación del interior hasta en las soluciones para que los funcionarios tuvieran mejoras en sus condiciones de trabajo, e incluso diseñó el mobiliario para las dependencias de la Gerencia.
El diseño del subsuelo, donde se custodia el Tesoro, supuso un adelanto tecnológico formidable para la época. La impenetrable entrada al Tesoro está resguardada por una red de rayos infrarrojos invisibles que detectan de inmediato la presencia de cualquier intruso.

### Ministerio de Salud Pública

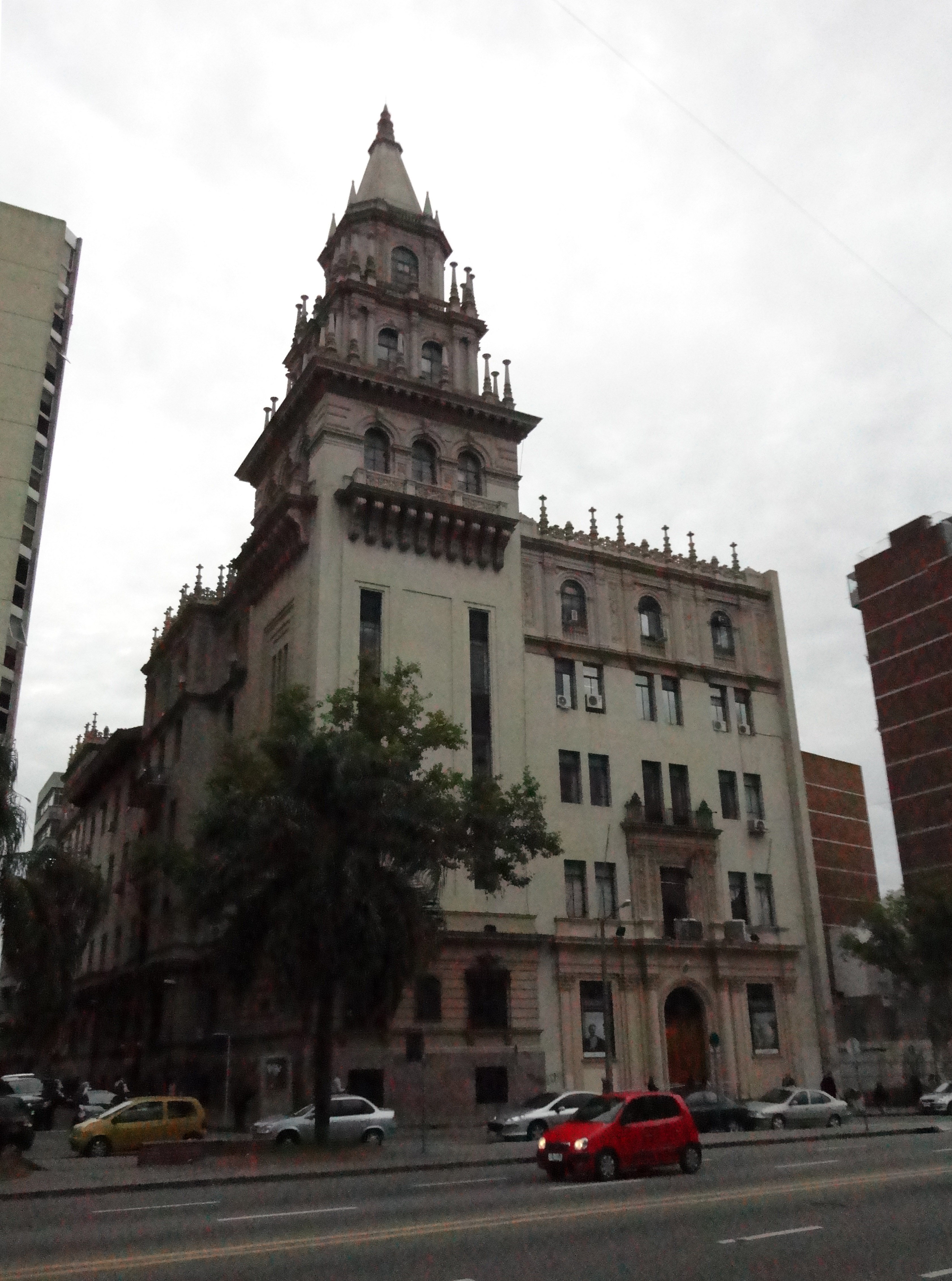
Fachada del Ministerio de Salud Pública ubicado en 18 de julio y J. A. Rodríguez

El actual Ministerio de Salud Pública de Uruguay fue construido en 1925 para ser el Instituto Profiláctico de Sífilis. Es un magnífico palacio que combina la simpleza de las paredes lisas con el estilo español.
Este edificio fue declarado Monumento Histórico Nacional en el año 2007.
En el 2008, la Sociedad Figli della Toscana colocó una placa conmemorando los cien años de la llegada de Veltroni al Uruguay, por ser él un reconocido arquitecto florentino toscano.

### Residencias

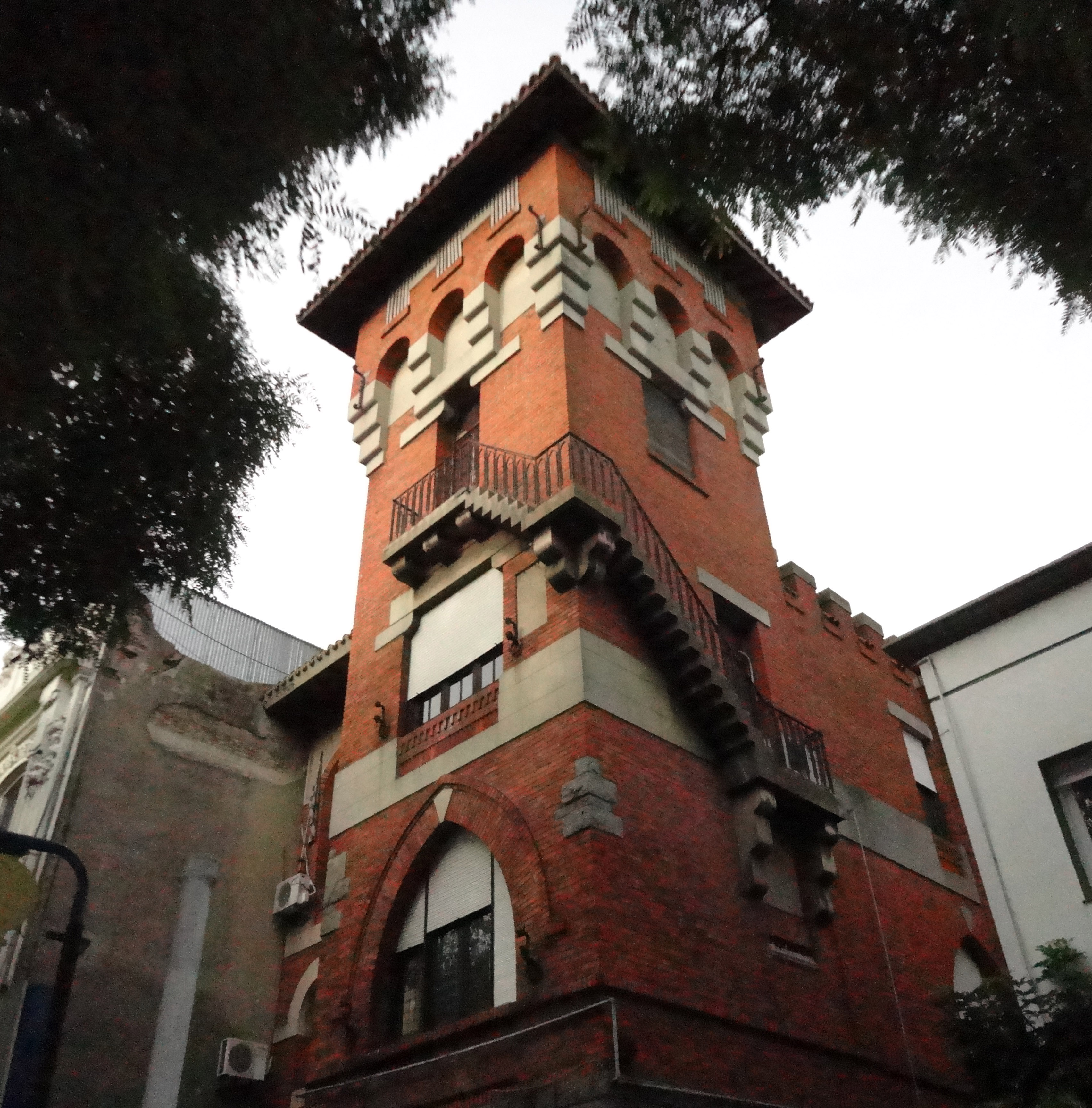
Residencia de la familia Belloni, hoy Instituto de Turismo y Hotelería del Uruguay

En cuanto a casa habitación se destacan la de la familia Santayana en Río Negro y Colonia (hoy demolida); la Estancia de Enrique Storace, en Molles (Durazno); las tres casas de la familia Beisso en la calle Mercedes entre Rondeau y Paraguay; la casa del Sr. Corona en la esquina de Cuareim y Canelones (hoy demolida); el chalet de estilo español de Ellauri y Martí; la de la familia Sanguinetti y posteriormente propiedad del Dr. Rogelio Risso y familia en la Rambla República del Perú (hoy demolida), adyacente al edificio del Hotel Rambla; la de la calle Sarmiento y Luis de la Torre; la casa de estilo florentino de la familia Belloni en Blvr. Artigas y Canelones (hoy Instituto de Turismo y Hotelería del Uruguay); la residencia que hoy ocupa la D.G.S.S. en la calle Minas entre Miguelete y Nueva York; el edificio de estilo barroco que hacía esquina en Ciudadela, Mercedes y Florida con un local ocupado por el Banco Pan de Azúcar (manzana que hoy ocupa el nuevo edificio del Hotel Radisson Victoria Plaza). Fue el arquitecto de las familias de Alejandro Beisso y Francisco Lanza, para redecorar sus casas y otras obras menores.

### En el interior

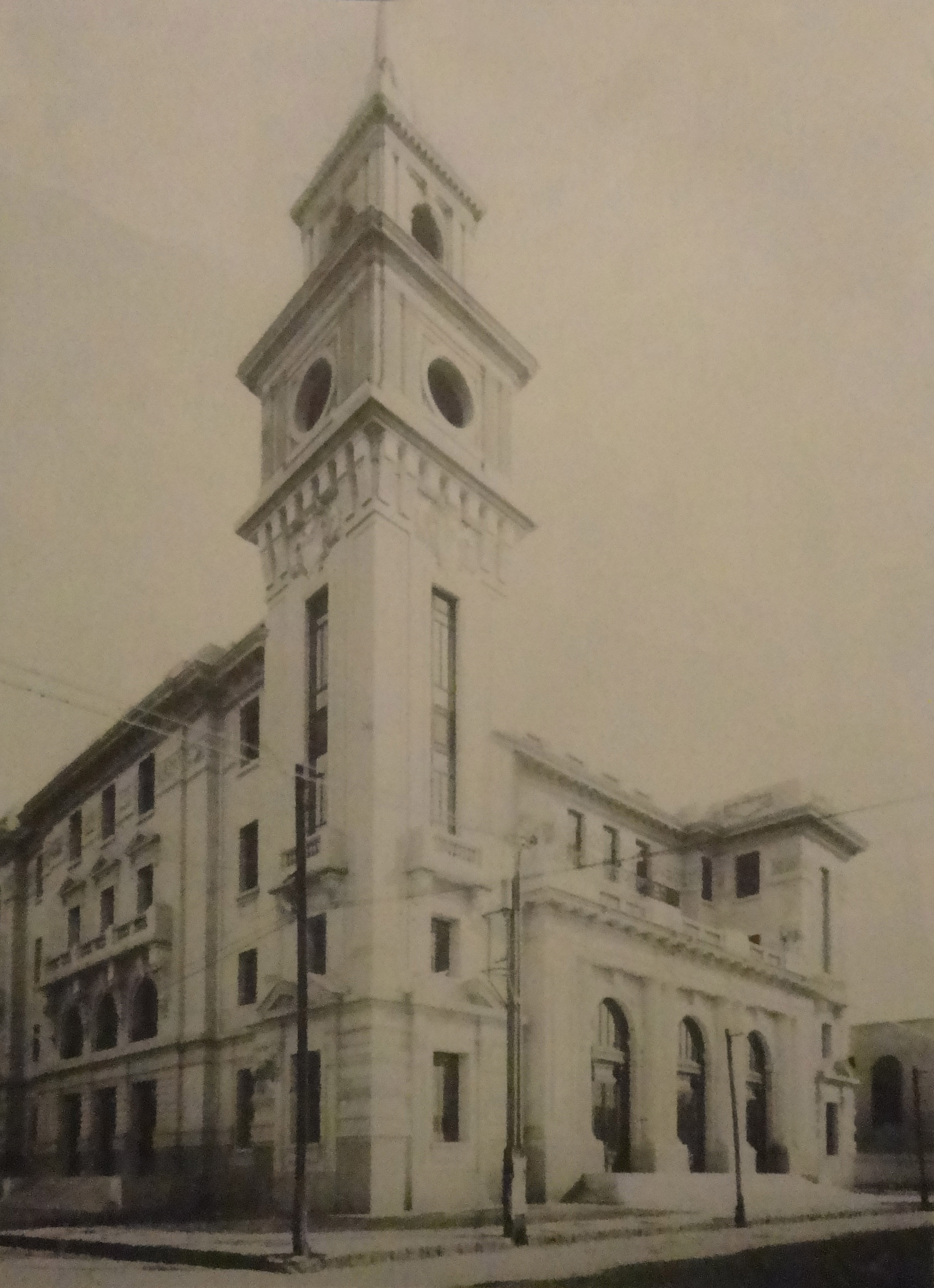
Correo, Telégrafo y Administración de Salto

A partir de 1912, Veltroni realiza frecuentes viajes a las capitales de algunos departamentos del interior, realizando obras en localidades como Colonia, Salto, Paysandú y Artigas. Se destacan entre sus múltiples obras los edificios para las oficinas públicas de Salto y el Mercado de Artigas nombrado Monumento Histórico Nacional y que hoy alberga al Centro Profesional de la Ciudad de Artigas (Programa PAOF). Se ocupó de construir y remodelar varias escuelas y liceos, algunos en zonas rurales, para que sus habitantes pudieran elevar su nivel educativo.

## Estilos
Su obra no presenta un estilo o corriente artística definidos, sino que se fueron adaptando al gusto de cada época. En el 1.er premio del concurso del Mausoleo de la Sociedad Italiana de Socorros Mutuos (no realizado había un estilo Barroco al igual que la esquina de apartamentos de Florida y Mercedes (hoy demolida); luego un estilo francés en las escalinatas de Playa Capurro, el estilo clásico del Banco República, el español del Ministerio de Salud Pública, hasta el estilo moderno de los años 40 del liceo de Durazno y el Centro Docente de la Universidad del Trabajo en la calle Larravide y Av. 8 de octubre.

## Reconocimientos
Fue distinguido por la Academia de Bellas Artes de Florencia como Académico, por sus méritos en el extranjero.
El gobierno de Italia lo condecoró confiriéndole el título de Comendador de la Corona. También su esposa Amelia Ferraresi de Veltroni, presidenta de la Cruz Roja Italiana en el Uruguay fue condecorada con la única medalla de oro para el Uruguay y América por Méritos de Guerra y Cooperación, con las fuerzas aliadas en la conflagración 1914-1918.
En Montevideo lleva su nombre una calle ubicada alredeor del predio del Molino de Pérez (Barrio de Punta Gorda).

## Obras ejecutadas
- Casa Matriz del Banco de la República Oriental del Uruguay (Monumento  Histórico Nacional)
- Casa Matriz del Banco Mercantil
- Edificio del Instituto Profílactico de la Sífilis  (Monumento Histórico Nacional)
- Instituto de Higiene (actual Facultad de Química)
- Grupo Escolar Felipe Sanguinetti (Monumento Histórico Nacional)
- Universidad del Trabajo del Uruguay, Centro Docente de la Unión (Calle Larravide)
- Liceo de Durazno
- Liceo de Canelones
- Pabellón de Pasajeros del Puerto de Montevideo
- Hotel del Prado
- Escalinatas del Parque Capurro
- Remodelación del Faro y construcción del semáforo de Punta del Este y vivienda para farero
- Urbanización de la playa San Rafael de Punta del Este
- Monumento a Garibaldi en los campos de San Antonio (Salto)
- Mueblería Caviglia (según el Prof. Alfredo Castellanos la primera obra en Montevideo construida en cemento armado -junto a Salles Rualé-)
- Mercado Ciudad de Artigas (Monumento Histórico Nacional)
- Radio Urbano de Menores Detenidos de Malvín
- Hospital de Rocha
- Pabellón de Infecciosos, Maternidad y Niños del Hospital de Rocha
- Estación Sanitaria del Departamento de Artigas
- Palacio de Oficinas Públicas de Salto 1912(1.er. proyecto)1919-24 Proyecto definitivo y construcción (Monumento Histórico Nacional)
- Comisarías de la 3.ª, 6.ª y 8.ª sección de Minas
- Puestos de Asistencia en los pueblos de Tala y Libertad
- Escuela Nro. 129 de Maroñas (Avda. Gral. Flores y Guerra)
- Escuela Rural Nro. 12 (Paso Hondo - Tacuarembó)
- Escuela Rural Nro. 25 (Quiebrayugos)
- Escuela Rural Nro. 13 (Canelón Chico)
- Escuela Rural Nro. 43 (Barrio Aldea - Artigas)
- Escuela Rural Nro. 46 (Paso Las Talas - Maldonado)
- Escuela Agraria – Industrial de Florida
- Escuela 2.º Grado Nro. 106 (Las Piedras)
- Escuela 2.º Grado Nro. 10 (Porongos - Flores)
- Escuela 2.º Grado Nro. 5 (Sarandí del Yí - Durazno)
- Hospital de Puerto Sauce (Colonia)

## Concursos
- 1.er. Premio Concurso Banco de la República (Concurso Internacional entre 38 proyectos) junto con el Arq. Genovese.
- 1.er. Premio Administración Nacional de Puertos - 1910
- 1.er. Premio Concurso Sepulcro Sociedad Italiana de Socorros Mutuos
- 1.er. Premio Concurso Centro Catalá
- 1.er. Premio Concurso Banco de Londres y América del Sud
- 1.er. Premio Concurso Exposición Círculo de Bellas Artes - 1908
- 1.er. Premio en dos concursos realizados para el Instituto Profiláctico de la Sífilis (Actual Ministerio de Salud Pública)
- 1.er. Premio Jockey Club de Montevideo conjuntamente con el Arq. Alfredo Jones Brown, para realizar entre ellos un segundo concurso, que nunca se realizó y fue adjudicada la obra directamente al Arq. Carré
- 1.er. Premio Concurso Palacio de Gobierno – 1916
- Medalla de Oro y Diploma en el 3.er. Congreso Panamericano de Arquitectura, Construcción y Artes Decorativas (Buenos Aires, 1937)
- 2.º. Premio Santuario Nacional del Cerrito
- 2.º. Premio Biblioteca Nacional
- 2.º. Premio Banco de Crédito
- 2.º. Premio Palacio de Justicia

## Proyectos
- Palacio de Gobierno (1910)
- Instituto Agronómico Internacional (Frontera con Brasil)
- Proyecto Hotel Durazno
- Montevideo Rowing Club (Trouville - 1914)
- Ministerio de Obras Públicas
- Urbanización Ciudad de Paysandú
- Urbanización Playa de Punta Ballena
- Cuartel de Caballería
- Intendencia de Colonia
- Modelos de Casillas para Resguardos
- Comisaría 13.ª de Montevideo
- Puesto de Asistencia Modelo A
- Puesto de Asistencia Modelo B
- Hospital de Sarandí del Yí
- Escuela 2.º. Grado Nro. 4 de Salto
- Hospital de Mercedes - Soriano